# ويليام ويرت هنري
ويليام ويرت هنري هو محامي وسياسي أمريكي، ولد في 14 فبراير 1831، وتوفي في 5 ديسمبر 1900. انتخب عضو مجلس ولاية فرجينيا ‏.